# ويلي بو ريتشاردسون
ويلي بو ريتشاردسون (بالإنجليزية: Willy Bo Richardson)‏ هو رسام أمريكي، ولد في 8 يونيو 1974 في سانتا فيه في الولايات المتحدة.